# Рецептивное поле
Рецептивное поле (англ. receptive field) сенсорного нейрона — участок с рецепторами, которые при воздействии на них определённого стимула приводят к изменению возбуждения этого нейрона.

Концепция рецептивных полей может быть применима ко всей нервной системе. Если множество сенсорных рецепторов образует синапсы c единственным нейроном, они совместно формируют рецептивное поле этого нейрона. Например, рецептивное поле ганглионарной (ганглиозной) клетки сетчатки глаза представлено фоторецепторными клетками (палочками или колбочками), а группа ганглионарных клеток, в свою очередь, создаёт рецептивное поле для одного из нейронов мозга. В итоге к одному нейрону более высокого синаптического уровня сходятся импульсы от многих фоторецепторов; и этот процесс называется конвергенцией.

## Слуховая система
В качестве рецептивных полей слуховой системы могут рассматриваться части слухового пространства (англ. auditory space) или диапазоны слуховых частот. Лишь немногие исследователи трактуют слуховые рецептивные поля как определённые участки сенсорного эпителия, например, группы волосковых клеток спирального органа улитки внутреннего уха млекопитающих.

## Соматосенсорная система
Рецептивные поля соматосенсорной системы — это участки кожи или внутренних органов. Размеры рецептивных полей неодинаковы и зависят от типа механорецепторов.
Большое рецептивное поле нейрона позволяет отслеживать изменения на большей площади чувствительной поверхности, но обеспечивает меньшую разрешающую способность ощущения. Таким образом, пальцы, которые должны осязать тонкие детали, имеют множество плотно расположенных (до 500 на 1 см3) механорецепторов с маленькими рецептивными полями (около 10 мм2), тогда как спина, бёдра и голени имеют меньшее количество рецепторов, объединённых в большие рецептивные поля. Как правило, в центральной части большого рецептивного поля имеется одно «горячее пятно», стимуляция которого вызывает наиболее интенсивный ответ.
Нейроны коры головного мозга, связанные с тактильными ощущениями, имеют рецептивные поля на коже, размеры и расположение которых могут изменяться по мере накопления человеком индивидуального опыта или вследствие повреждения сенсорных (афферентных) нервных волокон. В основном эти нейроны имеют относительно большие рецептивные поля — гораздо большего размера, чем у нейронов спинномозгового узла (спинального ганглия). Тем не менее, благодаря особым механизмам возбуждения и торможения в рецептивных полях, улучшающим пространственное разрешение, эти кортикальные нейроны способны распознавать тонкие детали.

## Зрительная система
Рецептивные поля зрительной системы можно считать частями зрительного пространства (англ. visual space). Например, в качестве рецептивного поля одной фоторецепторной клетки можно рассматривать конус, охватывающий все возможные направления, с которых эта клетка способна воспринимать свет. Его вершина находится в центре хрусталика, а основание — в бесконечности зрительного пространства. Но традиционно зрительные рецептивные поля изображаются на плоскости — как круги, квадраты, прямоугольники… Подобные изображения по сути являются сечениями конуса, отвечающего рецептивному полю одной специфической клетки, плоскостью, в которой исследователь предъявлял конкретный визуальный стимул. Рецептивные поля бинокулярных нейронов первичной зрительной коры (или стриарной области — поле Бродмана 17, зрительная зона V1) не уходят в оптическую бесконечность, а ограничены определённым расстоянием от точки, в которую направлен взгляд — «точки фиксации глаз» (См. зона Панума — англ. Panum's area).

Рецептивные поля нейронов зачастую определяются как области сетчатки, освещение которых изменяет возбуждение конкретного нейрона. Для ганглионарных (ганглиозных) клеток сетчатки эта область включает все фоторецепторы — палочки или колбочки одного глаза, связанные с конкретной ганглионарной клеткой посредством синаптических контактов с биполярными, горизонтальными и амакринными (амакриновыми) клетками. Для бинокулярных нейронов зрительной коры рецептивные поля определяются как совокупность соответствующих областей сетчаток правого и левого глаза. Эти области могут быть закартированы по отдельности в каждой сетчатке (при закрывании другого глаза), но полностью связь каждой из областей с возбуждением исследуемого нейрона обнаруживается только в том случае, когда открыты оба глаза.

Хьюбел и Визель (например, Hubel, 1963) развили теорию о том, что рецептивные поля клеток каждого уровня зрительной системы формируются синаптическими соединениями с клетками более низкого иерархического уровня этой системы. В этом случае небольшие и просто устроенные рецептивные поля могут комбинироваться, формируя обширные и сложные рецептивные поля. Позднее нейробиологи усовершенствовали эту относительно простую концепцию, допустив, что нейроны низших уровней зрительной системы связаны обратными эфферентными связями с нейронами более высоких уровней.

В настоящее время составлены карты рецептивных полей для клеток всех уровней зрительной системы — от фоторецепторов и ганглионарных (ганглиозных) клеток сетчатки до нейронов латерального (наружного) коленчатого тела, первичной и экстрастриарной зрительной коры. Исследования, основанные лишь на ощущениях, не могут дать полной картины для понимания феномена зрения, поэтому здесь, так же, как и при изучении мозга, должны применяться электрофизиологические методы — тем более, что в эмбриогенезе млекопитающих сетчатка возникает в процессе дальнейшей дифференциации латеральных выпячиваний промежуточного мозга (так называемых глазных пузырей).

### Ганглионарные клетки сетчатки
Каждая ганглионарная (ганглиозная) клетка или оптическое нервное волокно (англ. optic nerve fiber) порождает рецептивное поле, расширяющееся по мере возрастания интенсивности освещения. Если размер поля максимален, то свет на его периферии интенсивнее, нежели в центре, отражая то, что некоторые синаптические пути предпочтительнее других.

Организация рецептивных полей ганглиозных клеток, составленных из входов многих палочек или колбочек, позволяет обнаруживать контраст, что используется для выявления краевых частей наблюдаемых объектов. Каждое рецептивное поле подразделяется на две части: центральный диск — «центр» и концентрическое кольцо — «периферию»; каждая из этих частей реагирует на свет противоположным образом. Так, если освещение центра рецептивного поля увеличивает возбуждение конкретной ганглиозной клетки с так называемым on-центром (см. далее), то воздействие света на периферию этого же поля оказывает тормозящее воздействие на эту ганглиозную клетку.

Существует два основных типа ганглиозных клеток: с «on-центром» и «off-центром». Клетка с on-центром возбуждается при освещении центра и тормозится при освещении периферии её рецептивного поля. Реакция на свет клетки с off-центром диаметрально противоположная. Кроме того, у млекопитающих имеются клетки промежуточного (on-off) типа, которым свойственна кратковременная реакция на освещение по on-типу и на затенение по off-типу. Освещение центральной части рецептивного поля приводит к деполяризации и возрастанию возбуждения нейрона (например, ганглионарной клетки) с on-центром, освещение периферии рецептивного поля приводит к гиперполяризации и торможению этого нейрона, а одновременная световая стимуляция и центра, и периферии рецептивного поля вызывает слабую активацию (вследствие суммации эффектов, связанных с реакциями центральной и периферической частей рецептивного поля). Ганглионарная клетка (или другой нейрон) с off-центром возбуждается при световой стимуляции периферии и тормозится при освещении центра своего рецептивного поля (см. рисунок).

Фоторецепторы, которые включены в состав рецептивных полей нескольких ганглиозных клеток, способны как возбуждать, так и тормозить постсинаптические нейроны (англ. postsynaptic neurons), поскольку они высвобождают нейротрансмиттер глутамат на своих синапсах, что может способствовать как деполяризации, так и гиперполяризации мембранного потенциала клетки, в зависимости от того, какие именно ионные каналы открываются нейротрансмиттером. Организация рецептивного поля по принципу центр-периферия позволяет ганглиозным клеткам передавать информацию не только о том, освещены ли фоторецепторные клетки, но также и о различиях в параметрах возбуждения подобных клеток, расположенных в центре и на периферии рецептивного поля. Последнее даёт возможность ганглиозным клеткам посылать нейронам более высоких синаптических уровней информацию о контрастности изображения.
Размер рецептивного поля влияет на пространственную частоту (англ. spatial frequency) визуальной информации: небольшие рецептивные поля активируются сигналами с высокими пространственными частотами и тонкой детализацией изображения; большие рецептивные поля — сигналами с низкими пространственными частотами и плохой детализацией.
Рецептивные поля ганглиозных клеток сетчатки передают информацию о дискретности распределения света, падающего на сетчатку, а это зачастую позволяет обнаруживать краевые части визуальных объектов. При адаптации к темноте инактивируется периферийная зона рецептивного поля, но его активная часть, а следовательно, площадь суммации сигналов и совокупная чувствительность, могут реально возрасти вследствие ослабления взаимного горизонтального торможения центра и периферии рецептивного поля.

Как правило, рецептивные поля лучше реагируют на движущиеся объекты — такие как светлое или тёмное пятно, пересекающее поле от центра к периферии (или в противоположном направлении), а также на контуры объектов — вследствие нарушения равномерности в распределении света по поверхности поля. Диаметр центральной части рецептивного поля ганглионарной клетки сетчатки совпадает с протяжённостью её дендритов, тогда как площадь периферии рецептивного поля определяется амакринными клетками, устанавливающими связь данной ганглионарной клетки со множеством биполярных клеток. Кроме того, амакринные клетки могут не допускать передачи сигналов в ганглионарную клетку от периферии её рецептивного поля, тем самым усиливая доминирование реакции центра рецептивного поля («включённый центр и выключенная периферия» — англ. “on-center, off-periphery”). Ганглионарная клетка сетчатки кролика возбуждается при движении светового пятна в «предпочитаемом» (англ. "preferred") направлении и не реагирует, если направление является противоположным («нулевым», англ. "null"). Ганглиозные клетки, способные различать направление движения, найдены также в сетчатке кошки, земляной белки, голубя. Считается, что обнаруженные свойства рецептивных полей ганглиозных клеток связаны с особенностями сложных механизмов торможения, действующих в сетчатке.

### Латеральное коленчатое тело
На более высоких уровнях зрительной системы группы ганглионарных (ганглиозных) клеток формируют рецептивные поля нейронов подкоркового зрительного центра — латерального (наружного) коленчатого тела. Рецептивные поля напоминают таковые ганглионарных клеток, с антагонистической системой «центр-периферия»; здесь также имеются нейроны с on- или off- центрами (приблизительно в равном количестве).

### Зрительная кора больших полушарий
Рецептивные поля нейронов зрительной зоны коры крупнее по размерам и имеют большую избирательность по отношению к визуальным стимулам, нежели ганглиозные клетки сетчатки или нейроны латерального коленчатого тела. Хьюбел и Визель (например, Hubel, 1963) подразделили рецептивные поля корковых нейронов зрительной системы на «простые», «сложные» и «сверхсложные». «Простые» рецептивные поля имеют удлинённую форму, к примеру, с центральной эллипсовидной зоной возбуждения и антагонистической зоной торможения по периферии эллипса. Либо они могут быть почти прямоугольными; при этом одна из длинных сторон прямоугольника является зоной возбуждения, а другая — антагонистической зоной торможения. Изображения, активирующие нейроны этих рецептивных полей, должны быть ориентированы определённым образом. Чтобы возбудить нейрон со «сложным» рецептивных полем, световому стимулу в виде полоски недостаточно быть правильно ориентированным — нужно ещё и двигаться, причём в строго определённом направлении. Для активации корковых нейронов со «сверхсложными» рецептивными полями зрительному стимулу в виде полоски необходимо обладать всеми вышеперечисленными свойствами, и к тому же длина этой полоски должна быть строго определённой.

### Экстрастриарная зрительная кора
Экстрастриарная зрительная кора (поля Бродмана 18 и 19) находится за пределами первичной зрительной коры. Здесь нейроны могут иметь очень большие рецептивные поля, и для их активации могут потребоваться очень непростые изображения. Например, рецептивные поля нейронов нижневисочной извилины (англ. inferotemporal cortex), пересекают среднюю линию зрительного пространства, и эти нейроны активируются такими сложными визуальными образами, как радиальная решётка или кисти рук. Также было обнаружено, что нервные клетки вентральной поверхности веретеновидной извилины (на границе между затылочной и височной долями), где находится так называемая «зона распознавания лиц», реагируют, в основном, на изображения лиц. Это важное открытие было получено с помощью технологии функциональной магнитно-резонансной томографии. Позднее оно было подтверждено на уровне исследования нервных клеток. Подобным способом проводятся поиски других специфических зон зрительной коры; например, имеются относительно недавние публикации, полагающие, что так называемая парагиппокампальная навигационная зона (англ. parahippocampal place area) может быть отчасти специализирована к распознаванию зданий. Кстати, в одном из последних исследований высказывается предположение, что «зона распознавания лиц» веретеновидной извилины, возможно, не только выполняет функцию, отражённую в её наименовании, но и вообще служит для различения отдельных частей целого.